# Црква Рођења Пресвете Богородице на Чепурцима
Црква Рођења Пресвете Богородице на Чепурцима српски је православни храм митрополије црногорско приморске. То је гробљанска црква на гробљу Чепурци у Подгорици.

## Историја
Старија црква је из периода прије доласка турске власти и била је једна од пет варошких цркава на простору данашње Подгорице, која је дочекала 15. вијек и османлијско освајање. Била је придворна црква оближњој љубовичкој цркви, а данас је гробљанска црква са једним бродом, полукружном апсидом и звоником на преслицу са три отвора. Максим Шобајић је био у Подгорици прије обнове цркве, па је о црквишту на Чепурцима записао да је капела или црквина дуга 7, а ширине 4 крака. Један комад св. трпезе био је широк 2 стопе, а постојао је и натпис, али оштећен. Капела је зидана од гробних плоча, какве су на гробљу, које су и тада служиле за укоп доњој страни Подгорице. Мјесто се зове Чепур и Шобајић пише да је чуо да грађани тада имају жељу на црквини зидати нову цркву.
Црква је обновљена 1890, када је подигнут и звоник. Изнад врата, са спољашње стране, је плоча са натписом: Под владом Њ. В. Књаза Николе I. ослободиоца Зете! Вјековима срушени храм свете Госпође обнови и сагради за вјечну успомену Хаџи Митро Михатов 1890. г. Обнова цркве је финансирана од јерменских пара, јер су они долазили да ратују као турски вазали и одсједали су код Мита Миличковића, тадашњег имућног трговца. Одлазећи у рат, новац би остављали код њега, да им га чува до повратка. Гинући у ратовима, велики број Јермена се није враћао и новац се гомилао. Мито Мијатовић jе писао владици Митрофану Бану тражећи благослов да се тим новцем обнови црква Свете Госпође на Чепурцима. У митрополијској архиви из 1890, мјесеца јула, је сачувана та молба у којој пише да ће црква бити 6 метара дужине, ширина међу зидовима 4,5 метра, а 4 метра висине, са сводом лијепе израде. Црква је тако обновљена, а хаџи Мито Миличковић је себи направио ктиторску гробницу поред саме цркве.
Нешо Станић је записао да је Мито имао око 80 година кад је почео градњу цркве. Његову гробницу је обновила 1972. Црквена општина Титоградска. Између два свјетска рата овај филијални подгорички храм је опслуживао протојереј Јован Лековић, намјесник, рођен 1862, рукоположен 1894, а произведен за проту 1922. Током Другог свјетског рата у храму није служено. У црквеном извјештају из 1943. се као разлог престанка богослужења наводе материјални недостаци (црква није имала црквене ствари, појца, књиге и послужитеља). У извјештају из 1950. се види да је храм ставен под заштиту ФНРЈ-а. Настојатељ је био свештеник Душан Радовић, који је навео да је црква у лошем стању и шта све на њој треба да се уради при реновирању. Деведесетих година 20. вијека, црква је и дање припадала цркви Св. Георгија под Горицом. У њој је служено чредно сваке суботе (субота је у православљу дан посвећен мртвима, јер је Исус био мртав у гробу у суботу, а ова је црква на гробљу), а настојатељ је био отац Момчило Раичевић.
У вријеме настојатеља Велибора Џомића, од 2003.-2014. почиње прва фаза обнове. Због заокупљености изградњом монументалне Саборне цркве, на овој цркви су урађене само нужне поправке, да би била оспособљена за богослужења. Тако су у првој фази обнове урађене поправке на крову, кречење, поправке иконостаса, који су радили браћа Ђиновски, набављање црквених утвари и књига. До 2003. црква је била отворена само суботом, а од тада има сталног црквењака. Након Васкрса 2015. митрополит Амфилохије Радовић је дао благослов да тадашњи настојатељ цркве, отац Миладин Кнежевић, крене са комплетном обновом цркве. Поред осталих радова, испред царских двери је у каменој пластици урађен орлец, рад академског вајара Милије Стојановића. Дејан Јовановић је фрескописао олтар са још неколико фрескописаца. Оба полијелеја су поправљена, а прозори и врата су замијењени. Палионица свијећа је измјештена из цркве, а нова је постављена уз саму цркву. Нову цјеливајућу икону Рођења Пресвете Богородице су иконописале црнорискиње свете обитељи Жупа. Набављена су два нова звона, умјесто оних које су однијели Аустријанци 1916. Веће звоно су поклониле сестре Славица и Милена Јочић из Подгорице, за покој душа предака. Друго звоно је дар вјерника митрополије, а прилоге је скупљао Предраг Вукић са Цетиња, од кога је и потекла иницијатива за овакав саборни прилог. Старо звоно, са почетка 20. вијека треба да се рестаурира. Један од приложника јесте и Вјера Драговић, прауника хаџи Митра Миличковића, која је обновила и гробну плочу прадједа по мајци. У плану је да се и остатак цркве (поред олтара) фрескопише.